# Альф (телесеріал)
«Альф» (англ. «A.L.F.» від англ. Alien Life Form — позаземна форма життя) — 102-серійний комедійний телесеріал, США, 1986. Виробництво телекомпанії «Alien Productions» та «Warner Bros. Television».
У США йшов протягом 4 сезонів (1986–1990). Показаний у 80 країнах світу, зокрема в Україні на каналі «ICTV».

## Історія
1984 року Полу Фаско спало на думку створити серіал про прибульця, який би жив у звичайній американській родині, з усіма наслідками, що з цього могли випливати. Лялька, костюм та сама концепція прибульця були запропоновані на розгляд «The Disney Studios» і відомому у США лялькарю Джиму Генсону, однак ніхто не погодився на реалізацію цього задуму. Врешті-решт, Фаско зустрівся з представниками каналу «NBC», влаштувавши для них презентацію нового героя телесеріалу (яку вони згодом охарактеризували як «найвеселішу презентацію, що їм доводилось коли-небудь бачити»).
Справу було зроблено, доцільність знімати такий серіал було доведено і Пол Фаско разом зі своїм помічником Томом Патчетом і продюсером Берні Брилштейном розпочали работу. Спочатку було відзнято декілька перших пілотних серій, які було показано, щоб перевірити реакцію глядачів, а згодом, коли стало зрозуміло, що новий серіал обіцяє стати дуже популярним, стали знімати подальші серії.
Лялькою, що зображувала Альфа, під час зйомок керував сам творець серіалу Пол Фаско, він же й озвучував прибульця. У кількох серіях, у кадрах, де Альфа можна бачити на повний ріст, його роль виконує актор-карлик Мічу Мезарос (можна помітити, що в цих епізодах Альф стає повнішим).
В останній редакції серіал «Альф» складався з 102 серій, поділених на 4 сезони (26 серій в 1-3 сезонах і 24 серії в 4 сезоні). У США він ішов з 1986 до 1990 року на каналі «NBC», що дав добро на зйомки. Попри те, що телеканали як правило ніколи вже більше не показують один і той самий серіал повторно, канал NBC після 1990 року запустив «Альфа» по другому колу. З того часу в Америці цей серіал періодично показують багато інших каналів завдяки його досить високому рейтингу серед глядачів.
Остання серія 4 сезону є приквелом до повнометражного фільму «Проєкт «Альф»». Існує також анімаційний серіал «Альф».

## Сюжет
Його батьківщина — планета Ме́лмак, місце проживання — Лос-Анджелес. Він самовпевнений, вередливий і жадібний. Він неабиякий ненажера, грубіян і буркотун. Альф обожнює кішок (у кулінарному сенсі), його цікавість не знає меж, а руйнівні здібності вражають уяву. Але помисли його чисті, душа відкрита, а серце чуйне.
Його ім'я — Го́рдон Ша́мвей, йому 260 років (народився 28 жовтня 1756 року згідно з земним літочисленням). Він один з небагатьох вцілілих жителів планети Мелмак, що вибухнула; рятуючись, він врізався на своєму космічному кораблі в гараж звичайної американської родини Таннерів у вересні 1986 року. Голова родини Віллі Таннер назвав його «Альф» (скорочення від англ. Alien Life Form — позаземна форма життя), що замінило Гордону його справжнє ім'я на дуже довгий час. Таннери прихистили Альфа і приховували його від так званого Підрозділу з вивчення прибульців. Він став членом їхньої родини, і хоча прибулець не завжди цінував зроблену йому доброту, він щиро любив Віллі, його дружину Кейт, їхніх дітей Лінн і Браяна і навіть кота Таннерів Лакі (з англ. — «Щасливчик»), за яким часто полював, — на Мелмаку коти вважалися делікатесом. Більше того, прибульцеві вдалося познайомитися з багатьма людьми, окрім самих Таннерів. Пригоди Альфа на Землі і складають основу сюжету серіалу.

## Основні персонажі

### Альф
Гордон Шамвей (Альф) (англ. Gordon «Alf» Shumway, актор — Пол Фаско) — прибулець. До початку дій серіалу мешкав на планеті Мелмак, де служив в Орбітальній охороні. Після ядерного удару Мелмак зруйнувався і Альфу довелося його покинути на космольоті. Прилетівши на Землю і опинившись в Лос-Анджелесі, корабель Альфа зіткнувся з гаражем сім'ї Таннерів. Таннери прихистили прибульця і спробували полагодити його космоліт, але відповідних запчастин не було, і Альф не зміг відлетіти. За Альфом почала полювати військова організація з назвою «Спецпідрозділ по боротьбі з космічною загрозою», метою якої було упіймати чужопланетянина і провести над ним ряд експериментів. Таннерам вдалося врятувати Альфа від військових.
Гордон Шамвей тобто Альф був закоханий. В одній із серій Віллі зв'язався з Рондою — коханою Альфа та його другом. Вони прилетіли, але Альф не полетів із ними, бо звик до Таннерів.
Альф дуже любить подивитися телевізор та іноді грає у відеоігри. Надзвичайно ненажерливий — може з'їсти усі продукти у будинку за раз. Ніколи не наїдається під час їжі, що пояснює наявністю у нього декількох шлунків. Ситуацію ускладнює те, що на Мелмаку кішки вживаються в їжу, і Альфу часто доводиться боротися з бажанням з'їсти кота Таннерів Щасливця або якого-небудь іншого представника котячих. Часто бурчить, якщо йому щось не подобається. Також він постійно щось ламає або розбиває — посуд, картину над піаніно тощо, — чи псує речі в інший спосіб (приміром, одного разу затупив усі ножі в міксері, вирішивши зробити пюре з каменів). Може влаштовувати у будинку Таннерів і значніші руйнування: він підпалював і висаджував в повітря кухню, двічі руйнував гараж та спалював фургон Віллі, влаштовував погром у будинку. Йому не складає труднощів згромадити всі меблі в кімнаті в одну купу, або перенести щось велике й важке з вітальні в гараж. Іноді Альф руйнує щось за межами будинку; найчастіше таким об'єктом виступають вікна будинку Охмонеків, сусідів Таннерів, і Віллі доводиться оплачувати Треворові Охмонеку придбання нового скла. Згодом, після неодноразового розбивання Альфом сусідських шибок, Тревор вирішує поставити плексиглас, мотивуючи це тим, що для Віллі це «економія на майбутнє».
Альф має унікальну здатність потрапляти в неприємності. Віллі якось зауважив, що в Альфа «не може бути інакше». Із цих неприємностей він іноді знаходить спосіб вибратися сам, але частіше його доводиться виручати зусиллями усієї родини. Також часто через Альфа в неприємності або незручні ситуації потрапляють і самі Таннери; тоді Альф намагається допомогти їм, що іноді йому вдається. Зрештою, все закінчується добре.
При цьому Альф має досить розвинене почуття гумору, чуйний і доброзичливий. Завжди готовий допомогти Таннерам, якщо на те є причина.
Часто Альф вигадує різні витівки, серед яких муха в кубику льоду, плюшева іграшка в пральній машині, тигр у гаражі (як «їстівні припаси»), сховані яйця на Різдво (а також розпиляна новорічна ялинка), магічна куля, зроблена з акваріума, надіслана поштою яловичина та ін.
Альф може грати на різних музичних інструментах (синтезатор, бас-гітара, саксофон, акордеон, барабани), знається на техніці (уміє лагодити автомобілі). Також писав сценарії для мильної опери. Уміє копіювати голоси людей. Має знання з астрономії, що набагато перевершують земні; також зберігає мелмакіанську карту Галактики.
Альф досить часто ризикує бути виявленим. Якщо хтось заходить до Таннерів, Альф ховається на кухні (на цьому побудовано низку жартів серіалу), якщо ж хто-небудь залишається на тривалий час, Альфу доводиться оселятися в гаражі (з цією ж метою Віллі купив намет). Також Альф іноді проводить час на задньому дворі (працює в городі, тренується бігом зі стрибками, грає з Брайаном у футбол тощо), на який виходять вікна будинку Охмонеків. Іноді Альф вибирається за межі будинку з якою-небудь метою (наприклад, знайти Щасливця або сходити у гості до Джоді); в цьому випадку йому доводиться бути особливо обережним. Одного разу, під час припадку «дурості», що повторюється кожні 75 років, Альф досить довго перебував за межами будинку, роз'їжджаючи вночі Лос-Анджелесом на викраденій у Охмонеків газонокосарці, відшукуючи котів і ризикуючи бути поміченим. Також він від'їжджав із будинку на машині і йшов до монастиря.

### Віллі
Вільям Френсіс Таннер (англ. William Francis Tanner (Willie), актор — Макс Райт) — 45-річний голова родини Таннерів. Працює у Відділі соціального забезпечення округу Лос-Анджелес. Захоплюється короткохвильовим радіозв'язком, конструює радіоапаратуру (зокрема, приймачі) і інші пристрої. Також займається природничими науками (наприклад, астрономією і метеорологією), читає класичну літературу, іноді відвідує театр.
Має досить спокійний характер, але часто сильно дратується через витівки Альфа, як-от:
- тостер, який вийшов з ладу, тому що Альф смажив у ньому рибу;
- якщо Альф робить те, що Віллі напередодні заборонив йому робити (наприклад, коли Альф подзвонив в службу захисту прав споживачів, незважаючи на прохання Віллі не робити цього);
- якщо він потрапляє через Альфа в незручне становище (наприклад, коли Альф дзвонить куди-небудь від імені Віллі і починає погрожувати співрозмовникові або вимагати від нього щось), або в яку-небудь неприємність (наприклад, одного разу його затримало ФБР, коли Альф вирішив зайнятися проблемою атомних бомб).

Також Віллі не подобаються «жарти» Альфа, яким він піддається частіше за інших членів сімейства — як-то кнопки на підлозі, обливання з квітки-бризкалки, метання булочок і удари по голові газетою, поїдання Альфом «додаткової» порції їжі з чужої тарілки і т. ін.
Незважаючи на це, Віллі завжди допомагає Альфу, якщо той потрапляє в неприємності: наприклад, одного разу він допоміг Альфу вийти з оточеного поліцією будинку Охмонеків, до якого той потрапив, намагаючись затримати грабіжника. Іншим разом він після сварки з Альфом вирушив до лісу на його пошуки і там урятував від мисливців.
Іноді Альф так само допомагає Віллі і підтримує його. Наприклад, одного разу Віллі за допомогою Альфа вчинив стрибок з парашутом, на який не вирішувався впродовж двадцяти п'яти років. Разом вони нерідко переживають різноманітні пригоди: приміром, вони удвох лагодили телевізор і радіоприймач, ходили за цукерками і кішками в Хелловін, вирушали до заповідника пошукати новорічну ялинку і побачити сніг, від'їжджали на товарному потягу до сусіднього штату, протистояли велетенському мелмакіанському тарганові і т. д.

### Кейт
Кетрін Дафна Таннер (Хелліган) (англ. Kate Daphna Tanner (Halligan), акторка — Енн Шедін) — дружина Віллі, хатня господиня.
Із Альфом у Кейт неоднозначні стосунки. Спочатку прибулець з космосу дуже не сподобався Кейт: вона ставилася до нього з недовірою, нерідко він стомлював її своїми «затіями», а також тим, що постійно влаштовував безлад у будинку, ламав речі і усюди залишав свою шерсть. Їй не подобалося, що він поводився безцеремонно (наприклад, міг зайти в душ без попередження або спати поряд з нею в ліжку), капризував (наприклад, йому міг не сподобатися суп Кейт, якщо він занадто гарячий), бурчав (особливо якщо потрібно було йти на кухню з приходом гостя або якщо доводилося «голодувати», коли обідня порція здавалася занадто маленькою) і грубіянив. До того ж, Кейт часто доводилося доглядати за Альфом (наприклад, коли він хворів), що їй не дуже подобалося. Проте з часом вона перейнялася до Альфа дружніми почуттями і стала вставати на його бік в різних суперечках, у тому числі з Віллі. Альф так само, поза жартами, завжди підтримував її.
Взаємини Кейт із матір'ю, Дороті Хелліган, досить напружені. Кейт не подобається, що Дороті ставиться до неї як до маленької дівчинки, постійно робить зауваження і вчить чомусь. Але при цьому все одно Кейт любить свою матір, незважаючи на усі розбіжності.
З Віллі у Кейт досить рівні стосунки, проте іноді між ними бувають сварки. Коли це відбувається, Альф з Лінн і Брайаном намагаються помирити їх.

### Лінн
Лінн Таннер (англ. Lynn Tanner, акторка — Андреа Ельсон) — старша дочка Таннерів. Навчається у школі, потім — у коледжі. Любить поговорити по телефону. Мріє про власний автомобіль і певний час підпрацьовувала в кафе швидкого харчування, щоб заробити грошей на цю покупку.
Лінн дуже любить Альфа і часто підтримує його, хоча не завжди розуміє його вчинків. Одного разу вона допомогла Альфу зустрітися з його першим другом на Землі — жінкою на ім'я Джоді, щоб Альф не сумував без друзів.
Спочатку Альфу дуже подобалася Лінн, і одного разу він спробував привернути її увагу, змонтувавши музичний кліп і записавши його на відео. Лінн не змогла відповісти Альфу тими ж почуттями — вона любила його, але як друга, проте пообіцяла йому, що вони у будь-якому випадку залишаться «кращими друзями». Іншим разом, намагаючись зробити Лінн приємне, Альф продав санвузол зі свого космольоту і купив їй на виручені гроші колекційний Ferrari 328 GTB Turbo. Також він записував Лінн на конкурс краси, щоб довести їй, що вона дуже гарна.

### Браян
Браян Таннер (англ. Brian Tanner, актор — Бенджі Грегорі) — молодший син Таннерів. Вчиться в початковій школі Франкліна. Любить грати з Альфом у футбол і в конструктор LEGO. Не любить, коли хтось помічає «який він вже дорослий». Має друзів Кевіна і Мелісу. Недолюблює свого однокласника Спенсера, а також сусіда Бобі Дункана.
Вважає Альфа своїм найкращим другом і підтримує його в усіх починаннях, навіть якщо Віллі і Кейт знаходять їх безрозсудними. Наприклад, разом вони лагодили машину Віллі, жонглювали склянками, грали в мелмакіанську гру з анчоусами (від якої постраждала картина Кейт), та ін. Браян хоче «бути як Альф», коли подорослішає, хоча Альф не дуже схвалює це.

## Другорядні персонажі
- Тревор Охмонек (англ. Trevor Ochmonek, актор — Джон ЛаМотта) — сусід Таннерів. Любить поїсти (особливо піцу) і подивитися телевізор, часто палить сигари. Буркотливий, але має своєрідне почуття гумору (наприклад, іноді жартує на теми, пов'язані з літаками). У коледжі захоплювався футболом; улюблена бейсбольна команда — Dodgers. Служив в армії, брав участь у Корейській війні. Має навички управління літаком, які натренував під час служби. Має алергію на м'ясо устриць. Одна з улюблених телепередач — «Весела полька» (англ. Polka Jamboree). Часто заходить у гості до Таннерів, щоб перекусити, подивитися телевізор або позичити що-небудь (наприклад, інструменти, які майже завжди забуває віддати назад). Іноді, побувавши у Таннерів разом зі своєю дружиною Рахіль, він на її прохання купує таку ж річ, яку вона бачила у будинку сусідів (наприклад, пилосос), а іноді після візиту до Таннерів купує що-небудь сам, щоб «не відставати» (наприклад, фламінго, що світяться). Знаходиться в складних стосунках з дружиною і нерідко свариться з нею, але при цьому дуже любить її.
- Рахіль Охмонек (англ. Raquel Ochmonek, актриса — Ліз Шерідан) — дружина Тревора, домогосподарка. Як і Тревор, заходить у гості до Таннерів, але дещо рідше за свого чоловіка. Досить цікава і нерідко помічає, що у будинку Таннерів «твориться щось дивне». Рахіль бачила Альфа кілька разів. Уперше це сталося, коли вона якось визирнула у вікно і побачила прибульця, що також дивився у вікно з ванни Таннерів, і дуже злякалася. Іншим разом Рахіль знову побачила Альфа і спробувала через телебачення повідомити про це, але їй не повірили, через що вона впала в депресію, вирішивши, що з'їхала з глузду. Використовуючи апаратуру Віллі, Альф допоміг їй впоратися з цією недугою.
- Дороті Хелліган (Дівер) (англ. Dorothy Halligan (Deaver), актриса — Енн Міра) — мати Кейт. Спочатку жила зі своєю найкращою подругою Естель, але коли вони посварилися, переїхала до Таннерів. Потім, з'їхавши у власний будинок, познайомилася з чоловіком на ім'я Візард Дівер. Пізніше вони зіграли весілля. Дороті познайомилася з Альфом випадково — Таннери приховували від неї, що у них живе прибулець із космосу. Її стосунки з Альфом відразу стали напруженими: їй дуже не подобалося, що Альф поводиться самовпевнено, бурчить і постійно грубіянить їй. Вони досить часто лаялися: Дороті називала Альфа «рудою мочалкою», на що той відповідав, що вона «сосиска». При цьому Альфу вдалося помирити Дороті і Кейт, а також допомогти Дороті позбавитися від самотності, умовивши продовжити спілкування з Візардом. Дороті дуже любить своїх онуків, Лінн і Браяна.
- Джоді (англ. Jody, актриса — Андреа Ковелл) — жінка, що втратила зір. Через це їй стало дуже самотньо, у неї розвинулася депресія, і вона вирішила звернутися до психолога, через якого познайомилася з Альфом (він в цей час так само шукав друзів). Альф дуже хотів вирушити на побачення з Джоді, але Кейт і Віллі були проти, оскільки вважали, що його можуть помітити. Тоді Лінн допомогла Альфу «ризикнути» і йому вдалося з її допомогою побачитися з Джоді. Джоді була дуже рада, що познайомилася з Альфом, проте вона не знала, ким той є насправді. Пізніше Альф деякий час жив із Джоді, щоб допомогти їй освоїтися на новій квартирі.
- Лоуренс Дікстра (Ларрі) (англ. Lawrence Dykstra (Larry), актор — Білл Дейлі) — психолог і давній друг Віллі. Якось заходив у гості до Таннерів, щоб помирити Віллі і Альфа, між якими виникли розбіжності: Віллі не подобалися «жарти» Альфа, а Альфу — вічні заборони з боку Віллі і його педантизм.
- Джейк Охмонек (англ. Jake Ochmonek, актор — Джош Блейк) — син брата Тревора. Батько Джейка потрапив у в'язницю за крадіжку і Джейк був вимушений оселитися у дядька і тітки, хоча йому це було дуже не до душі. Джейк має складний характер — він досить різкий з оточенням, часто грубіянить старшим. При цьому Тревор відзначає, що Джейк, по суті, непогане хлопченя, і що він подає великі надії. Також Джейк має навички до техніки і може лагодити будь-які пристрої. Небайдужий до Лінн. З Альфом Джейк познайомився випадково, коли пробрався у будинок Таннерів, щоб украсти телескоп. Альф узяв з Джейка обіцянку, що не розповість про те, що сталося Рахіль і Тревору, якщо той нікому не розповість про їхню зустріч і полагодить телескоп. Згодом вони стали хорошими друзями.
- Візард Дівер (англ. Whizzer Deaver, актор — Пол Дулі) — чоловік Дороті. Вони познайомилися, коли Дороті з'їжджала від Таннерів на власну квартиру — Візард допомагав їй перевезти речі. Спочатку Дороті не сподобався Візард, а також знаки уваги, які він робив; проте Альф зумів переконати її, що потрібно «перевернути сторінку» і жити далі, і для цього слід упізнати Візарда ближче. Послухавшись поради, Дороті пішла на побачення з Візардом, а незабаром вони одружилися. Візард уміє грати на кларнеті. За словами Віллі, він був засновником джаз-бенду, який «грав в клубі на Юніпер-стріт».
- Дядько Альберт (англ. Uncle Albert, актор — Еліша Кук) — дядько Віллі. Приїжджав до Таннерів кілька разів, що зовсім не радувало родину — кожного разу дядько Альберт бурчав на усіх і постійно скаржився. Проте, приїхавши ще раз у гості після перенесеного напередодні інфаркту, він змінився — привіз подарунки, допомагав по будинку і поводився з Таннерами набагато краще, чим щиро здивував їх. Виявивши Альфа, вмить помер від серцевого нападу.
- Герберт (Герб) (англ. Herbert (Herb), актор — Марк Лівайн) — колега Віллі по відділу соціальної роботи.
- Волтер Берк (англ. Walter Burke, актор — Річард Роут) — начальник Віллі. Відмовлявся давати Віллі підвищення, усунувши його від соціальної програми, над якою той працював тривалий час. Проте Альф на вечірці, присвяченій Хелловіну, умовив Уолтера повернути Віллі в програму (а також дати йому підвищення, розширити парковочне місце, виділити кабінет з вікном і дати відпустку).
- Міс Вейн (англ. Miss Wayne, актриса — Даян Цівіта) — колега Віллі. Допомагала Віллі шукати батька Луїса.
- Воррен (англ. Warren, актор — Ерл Боен) — начальник відділу, де працює Віллі. Одного разу зробив йому догану за те, що той не зміг розшукати батька Луїса.
- Луїс Мансія (англ. Luis Mancia, актор — Філліп Е. Гордон) — хлопчик, що приїхав до Лос-Анджелеса з міста Ріверсайд, Каліфорнія. Раніше жив у місті Сан-Феліпе, Мексика, де залишилися усі його друзі. Потім разом з батьком, Фреду Мансія, переїхав в Ріверсайд. Через якийсь час Луїс вирішив повернутися до Мексики і по дорозі туди його знайшла соціальна служба Лос-Анджелеса. Поки не знайшовся його батько, Луїс жив у Таннерів. Тут він познайомився з Альфом, який відрадив його від повернення до Сан-Феліпе.
- Місіс Лайман (англ. Mrs. Lyman, актриса — Марсія Воллес) — директор початкової школи Франкліна, де вчиться Брайан. Після дзвінка Альфа приходила додому до Таннерів поговорити щодо макету Сонячної системи Браяна, не допущеного до наукової виставки через дві зайві планети.
- Скотт (англ. Scott, актор — Курт МакКінні) — хлопець Лінн. Грає в музичному колективі Doors.
- Ерік (англ. Eric, актор — Джеффрі Блейк) — хлопець Лінн. Має прізвисько «Ящірка».
- Ед Біллінгс (англ. Ed Billings, актор — Льюїс Аркетт) — сусід Таннерів. З'являвся в костюмі ковбоя разом з дружиною на костюмованій вечірці в Хелловін.
- Берніс Біллінгс (англ. Bernice Billings, актриса — Лінда Хой) — дружина Еда. Берніс дуже сподобався Альф за те, що той присвятив їй пісню.
- Скіп (англ. Skip) — друг Альфа. З'являвся в ретроспективному кадрі, коли Альфу снилася закусочна на Мелмаку, де він разом з друзями відмічав свій день народження. Потім Скіп вийшов на зв'язок через короткохвильове радіо Віллі; в цей час він разом із Рондою прямував на космольоті в туманність Андромеди.
- Рік (англ. Rick) — друг Альфа. Як і Скіп, з'являвся уві сні Альфа.
- Ронда (англ. Rhonda) — дівчина Альфа, на побачення з якою він мав намір вирушити, але цьому завадив вибух Мелмака. Разом зі Скіпом вийшла на зв'язок з Альфом дорогою на Андромеду.
- Стелла (англ. Stella) — подруга Альфа, працює офіціанткою в закусочній на Мелмаку.

## Українське закадрове озвучення
Українською мовою телесеріал озвучено телекомпанією «ICTV» у 1996 році.
- Переклад: Олекси Негребецького
- Звукорежисер: Олексій Коротченко
- Ролі озвучували: Микола Козій, Євген Малуха, Ніна Касторф і Людмила Суслова

## Показ в Україні
Прем'єра відбулася на каналі «ICTV» у 1996 році. Український переклад серіалу визнано найкращим з-поміж усіх перекладів[джерело?]. 8 березня 2000 року на «ICTV» провели своєрідний Альф-марафон, коли серіал транслювався цілий день, перериваючись лише на випуски новин. І хоч телеканал неодноразово заявляв, що «цей показ „Альфа“ буде останнім», все ж 12 березня 2007 року у зв'язку з численними проханнями глядачів серіал знову вийшов в ефір.
У 2011—2013 роках серіал транслювали на каналі «QTV», у 2016 році на каналі «ПравдаТУТ», у 2023—2024 роках на каналі «ОЦЕ ТБ». З 2 грудня 2024 року серіал транслюється на каналі «Super+».